# Fisiologia animal
La fisiologia animal és la ciència que s'ocupa de l'estudi de com funcionen i com realitzen les funcions els éssers vius (concretament els animals). El terme fisiologia procedeix del grec physis, 'naturalesa', i logos, 'ciència'; és una ciència multidisciplinària, ja que es basa en nombroses ciències pel seu estudi: matemàtiques, física, química i biologia són aplicades per a l'estudi del cos humà en el seu funcionament.
La fisiologia es diferencia en fisiologia vegetal i fisiologia animal. Dins d'aquesta última s'estudia particularment la fisiologia humana. La fisiologia humana estudia les diferents funcions biològiques de l'ésser humà, des dels diferents punts de vista, nivell cel·lular, nivell tissular i nivell d'òrgan.
A través de la fisiologia humana arribarem a conèixer com el comportament d'un aparell, òrgan, teixit, es basa en una sèrie de mecanismes cel·lulars amb un mateix patró de comportament i iguals objectius.

## Història
Durant l'Antiguitat Clàssica Hipòcrates va proposar la teoria dels quatre humors, afirmant que el cos conté quatre líquids corporals diferents: bilis negra, flegma, sang i bilis groga. Qualsevol alteració en les seves proporcions, segons la teoria, provocaria problemes de salut. Els textos publicats entre segle V i IV a C es coneixen com a Corpus Hipocràtic.Més tard, Claudi Galè (c.130-200 dC), va modificar la teoria d'Hipòcrates i va ser el primer a utilitzar l'experimentació per obtenir informació sobre els sistemes del cos. Se'l coneix àmpliament com el fundador de la fisiologia experimental.
Al segle XVII, Giovanni Borrelli ja descriu la fisiologia a partir de la iatromecànica. El 1834 Nicolás Casas Mendoza publica el primer llibre sobre fisiologia veterinària: Elementos de fisiologia veterinaria.
Originàriament, la fisiologia es va centrar principalment en l'ésser humà, en gran part per la voluntat de millorar les pràctiques mèdiques. Quan els fisiòlegs van començar a comparar diferents espècies, es podia entendre com funcionen els organismes, derivant cap el desig de descobrir els principis fisiològics bàsics. Aquest ús d'organismes específics convenient per estudiar preguntes específiques es coneix com el Principi de Krogh. Aquest principi es coneix a partir dels experiments del danès August Krogh, guanyador del Premi Nobel de Fisiologia per les seves contribucions a la comprensió de l'anatomia i la fisiologia del sistema capil·lar descrit el 1929.
El 1952, Andrew Huxley i Alan Hodgkin van descobrir el mecanisme iònic pel qual es transmeten els impulsos nerviosos. Dos anys més tard estudiarien els músculs amb el descobriment de filaments lliscants al múscul esquelètic.